# Myriam Denov
Myriam Denov née le 12 avril 1970 est une chercheuse canadienne spécialisée en travail social et en criminologie. Elle est professeure à l'École de service social de l'Université McGill à Montréal et titulaire de la Chaire de recherche du Canada sur les enfants, les familles et les conflits armés.
Ses travaux portent sur les enfants et familles affectés par les conflits armés, la violence fondée sur le genre et la protection internationale de l'enfance. Elle est notamment reconnue pour ses recherches pionnières sur les enfants soldats et sur les enfants nés de viols en temps de guerre. 
En 2024, elle reçoit le Prix Marie-Andrée-Bertrand (innovation sociale), l'une des plus hautes distinctions scientifiques du Québec,.

## Biographie

### Carrière
Après son doctorat, Myriam Denov entame sa carrière académique en rejoignant le Département de criminologie de l'Université d'Ottawa en tant que professeure adjointe. Dans ce cadre, elle mène des recherches de terrain en Sierra Leone, s'associant à des organisations locales pour interviewer d'anciens enfants soldats et documenter les séquelles de la guerre civile. Elle utilise notamment des méthodes participatives et artistiques, comme la photographie (méthode PhotoVoice), permettant à ces jeunes de raconter leur vécu par l'image.
Au milieu des années 2000, elle intègre l'Université McGill au sein de l'École de service social. Elle y gravit les échelons jusqu'au rang de professeure titulaire. En 2017, elle est nommée titulaire d'une Chaire de recherche du Canada niveau 1 sur la thématique des enfants, des familles et des conflits armés. Elle est également promue professeure James McGill. Parallèlement à ses activités universitaires, Myriam Denov fonde le groupe de recherche Global Child McGill, qui se consacre à l'étude des trajectoires des enfants réfugiés de guerre  au Canada et de leur réinstallation,. Elle occupe en 2023 la fonction de directrice de ce groupe de recherche international.
Myriam Denov est membre du Collège des nouveaux chercheurs de la Société royale du Canada depuis 2015 et fellow de la Fondation Pierre Elliott Trudeau (2014).

## Travaux de recherche
Les recherches de Myriam Denov portent principalement sur l'impact des conflits armés sur les enfants, les jeunes et leurs familles. Elle s'intéresse notamment aux enfants soldats – garçons et filles – et à leur réintégration après les guerres, ainsi qu'aux enfants nés de violences sexuelles en contexte de conflit.  Ses travaux ont mis en lumière que les enfants associés à des groupes armés ne sont pas de simples victimes passives, mais développent aussi des stratégies de résilience, même dans des conditions extrêmes. Denov a aussi contribué à révéler le rôle souvent méconnu des filles dans les groupes armés et l'importance de prendre en compte leur expérience dans les processus de paix et de réinsertion.
Sur le plan méthodologique, Myriam Denov est reconnue pour son utilisation de méthodes participatives et axées sur l'art (théâtre, dessin, photographie) afin de donner la parole aux jeunes affectés par la guerre. Ces approches novatrices (par exemple, la méthode PhotoVoice) ont influencé les pratiques des intervenants sociaux travaillant auprès d'enfants victimes de traumatismes liés aux conflits. Ses recherches plus récentes explorent les expériences des enfants nés de viols de guerre (notamment en Ouganda, au Rwanda et au Cambodge), en examinant leurs enjeux d'identité, de stigmatisation et de réintégration dans les communautés post-conflit.
Les travaux de Myriam Denov ont des retombées au-delà du milieu universitaire. Elle a présenté son expertise devant les tribunaux (comme témoin expert sur la question des enfants soldats) et a conseillé des organismes gouvernementaux et internationaux, dont l'ONU et la Cour pénale internationale, sur la protection des enfants en temps de guerre et la problématique des filles-soldats. Son travail de sensibilisation a contribué à faire évoluer les politiques publiques : ses recherches ont été diffusées auprès d'agences gouvernementales canadiennes (y compris le ministère de la Défense nationale) et ont inspiré des rapports visant à améliorer les programmes de réinsertion des jeunes affectés par la guerre.

## Prix et distinctions
- 2013 : Professeure « James McGill » (titre honorifique, Université McGill)[8]
- 2014 : Bourse Trudeau (Fellow de la Fondation Pierre Elliott Trudeau)[1]
- 2015 : Membre du Collège des nouveaux chercheurs, artistes et scientifiques de la Société royale du Canada[2]
- 2018 : Prix d'excellence en recherche de la Faculté des arts, Université McGill[8]
- 2020 : Bourse de recherche Killam (Conseil des Arts du Canada)[10]
- 2020 : Prix Impact « Savoir » (Insight Award) du Conseil de recherches en sciences humaines du Canada (CRSH)[5]
- 2024 : Prix Marie-Andrée-Bertrand (innovation sociale) – Prix du Québec[3]

## Publications
- Child Soldiers: Sierra Leone's Revolutionary United Front, Cambridge University Press, 2010.
- Children Affected by Armed Conflict: Theory, Method, and Practice, Columbia University Press, 2017.
- Social Work Practice with War-Affected Children, Oxford University Press, 2019.
- Introduction to Social Work in Canada: Histories, Contexts, and Practices, Oxford University Press, 2022.
- Global Child: Children and Families Affected by War, Displacement & Migration, Cambridge Scholars Publishing, 2023.